# Hans Memling
Hans Memling også stavet Memlinc (født ca. 1430, død 11. august 1494) var en tyskfødt maler, der flyttede til Flandern og arbejdede i traditionen fra tidlig nederlandsk maleri . Han tilbragte nogen tid i Rogier van der Weydens værksted i Bruxelles, og efter Rogiers død i 1464 blev Memling borger i Brugge, hvor han blev en af de førende kunstnere. Han malede både portrætter, diptyka og flere store religiøse værker. Ubesværet fortsatte han den stil, han havde lært i sin ungdom.